# Cinco razas bajo una unión (Manchukuo)
«Cinco razas bajo una unión» (chino: 五族協和, japonés: 五族協和) fue un lema nacional utilizado en Manchukuo con fines propagandísticos, haciendo énfasis en la covivencia armoniosa de manchúes, japoneses, coreanos, chinos Han y mongoles.
Estaba basado en el lema «Cinco razas bajo una unión» (chino: 五族共和) que antiguamente había utilizado la República de China referirse a los chinos Han, manchúes, Hui, mongoles y tibetanos, aunque los japoneses introdujeron ciertas variaciones. Por un lado, el tercero de los cuatro caracteres chinos se cambió de «Unión» (chino: 共) a «Cooperación» (chino: 協), mientras que el significado fue alterado para referirse a los manchúes, los japoneses, los chinos Han, los mongoles y los coreanos.
Este lema estaba simbolizado en la bandera nacional de Manchukuo, con el amarillo como color base (manchúes) y cuatro rayas de colores en la esquina superior izquierda: roja (japonés), azul (chino Han), blanca (mongoles) y negra (coreanos).

## Galería

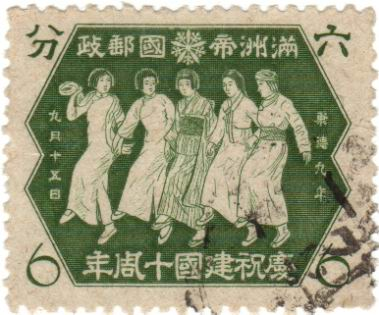
Sello conmemorativo que exalta la "Concordia de Nacionalidades"
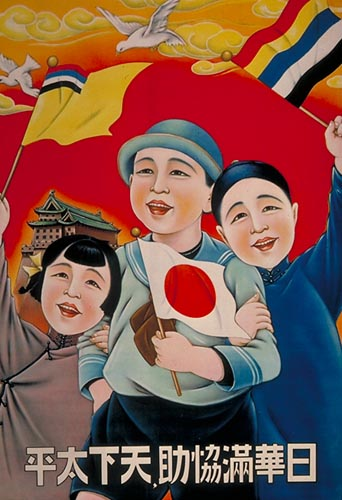
"Con la cooperación de Japón, China y Manchukuo, el mundo puede estar en paz", 1935.
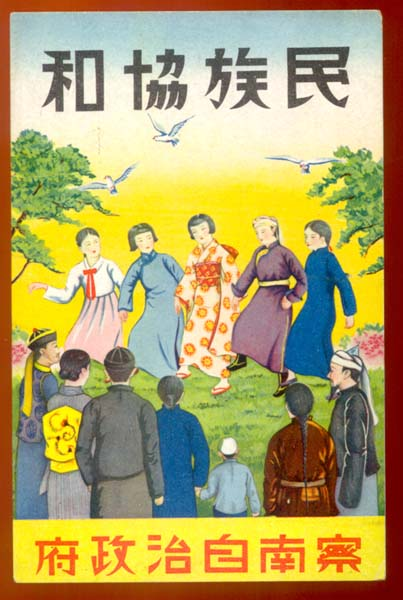
Propaganda del Gobierno autónomo de Chahar del sur, c. 1937–1939